# لندورف
لندورف (به آلمانی: Lendorf) یک منطقهٔ مسکونی در اتریش است که در ناحیه اشپیتال آن در دراو واقع شده‌است. لندورف ۱٬۷۷۶ نفر جمعیت دارد.